# بهمن ۱۳۹۱
بهمن ۱۳۹۱، یازدهمین ماه سال ۱۳۹۱ هجری خورشیدی است.
آغاز آن یکشنبه: ‌۱ بهمن ۱۳۹۱ (۲۰ ژانویه ۲۰۱۳ میلادی)

## ۱۲ بهمن۱۳۹۱
- حسن حبیبی درگذشت

## ۱۸ بهمن۱۳۹۱
- حمله یک شهروند سوری با لنگه کفش به محمود احمدی‌نژاد در مصر

## ۲۲ بهمن۱۳۹۱
- فیلم آرگو بهترین فیلم بفتا شد

## ۲۳ بهمن۱۳۹۱
- استعفای پاپ بندیکت شانزدهم

واتیکان اعلام کرد پاپ بندیکت شانزدهم در بیست و هشت فوریه استعفا خواهد داد. (بی‌بی‌سی فارسی)

## ۲۴ بهمن۱۳۹۱
- حذف کشتی از المپیک

## ۲۹ بهمن۱۳۹۱
- نشت صدها گالون پسماند خطرناک رادیواکتیو در آمریکا

روزانه بین ۱۵۰ تا ۳۰۰ گالون ضایعات هسته‌ای و رادیواکتیو از یکی از مخازن انبار پسماندهای رادیواکتیو در سایت هنفورد در ایالت واشینگتن در آمریکا به بیرون نشت می‌کند. این مواد بسیار خطرناکند و با اینکه در کوتاه‌مدت سلامت ساکنان ایالت ندارند، اما در دراز مدت وارد چرخه محیط زیست ایالت واشینگتن و رودخانه کلمبیا خواهند شد. سایت هنفورد دارای ۱۷۷ تانک ذخیره ضایعات رادیواکتیو است که از آن میان ۱۴۹ تانک تنها دارای یک جداره محافظتی هستند. سی‌ان‌ان
- عذرخواهی نمایندگان مجلس ایران از رهبری به خاطر استیضاح های اخیر